# Perényi Ferenc (püspök)
Perényi Ferenc (1500 előtt – Mohács, 1526. augusztus 29.) katolikus főpap, váradi püspök.

## Életpályája
Perényi Ferenc humanista műveltségű katolikus főpap, aki a királyi kancelláriában kezdte pályafutását. Perényi Imre nádor fia, Perényi Péter koronaőr testvére. 1508-ban erdélyi püspök, majd 1514-től haláláig Várad püspöke.
Püspökként a reformáció megfékezésére 1524-ben egyházmegyei zsinatot tartott. II. Lajos király felhívására háromezer fegyveressel jelentkezett a mohácsi csatára. Felmérte a magyarok esélytelenségét, ezért a mohácsi hadi tanácsban, több társával együtt, az ütközet elhalasztását javasolta. Különben – mondta –, a király azonnal Rómába küldheti a szerémi püspököt, hogy az, az ütközet napján már kérelmezhesse húszezer magyar vértanú szentté avatását, akik Krisztus hitéért haltak hősi halált.
Az ütközet nem maradt el, és Perényi Ferenc is hősi halált halt 1526. augusztus 29-én. Nevelőanyja, Kanizsai Dorottya az ellenség elvonulása után  négyszáz jobbágyával eltemette a csatamezőn elesetteket. Levelezései és könyvtára alapján megállapítható Perényi Ferenc gazdag humanista műveltsége. Kortársai latin leveleinek hibátlan stílusát dicsérik.